# Hakea arborescens
Hakea arborescens är en tvåhjärtbladig växtart som beskrevs av Robert Brown. Hakea arborescens ingår i släktet Hakea och familjen Proteaceae. Inga underarter finns listade i Catalogue of Life.